# Псевдолитос кубовидный
Псевдолитопс кубовидный (лат. Pseudolithos cubiformis) — вид суккулентных растений рода Псевдолитос, семейства Кутровые.

## Описание
Имеет одиночные стебли квадратного сечения; у старых растений все более и более округлое; достигает размеров до 70 мм в высоту и 50—60 мм в ширину. Соцветия через равные промежутки по углам стеблей имеет до 30 цветков на редуцирующих боковых ветвях; цветки, раскрывающиеся одновременно, на прямостоячих цветоносах до 12 мм длиной. Венчик от коричневого до зеленоватого, со вздутой чашевидной трубкой; доли прямостоячие, линейно-ланцетные, 7-9 мм длиной, густо опушенные жесткими волосками, внутри розовые или серебристые. Корона чашевидная, наружные лопасти красновато-пурпурные или темно-зеленоватые, 2-раздельные, внутренние лопасти поясчатые, плотно прилегающие к пыльникам.

## Распространение
Природный ареал: Сомали. Суккулентный полукустарник произрастает в основном в биоме пустыни или сухих кустарников.

## Таксономия
Pseudolithos cubiformis (P.R.O.Bally) P.R.O.Bally, Candollea 20: 41 (1965).

#### Этимология
Pseudolithos: первоначально было предложено именовать род как Lithocaulon, однако ранее это название уже использовалось для рода ископаемых водорослей. В 1965 году было опубликовано новое название – Pseudolithos (Псевдолитос) означает «ложный камень» и относится к их внешнему виду, напоминающему гальку.
cubiformis: латинский эпитет, означающий «кубовидный».

#### Синонимы
Гомотипные (основанные на одном и том же номенклатурном типе):
- Ceropegia cubiformis (P.R.O.Bally) Bruyns (2017)
- Lithocaulon cubiforme P.R.O.Bally (1959)

Гетеротипные (основанные на разных номенклатурных типах):
- Pseudolithos cubiformis var. viridiflorus Horw. (1975)

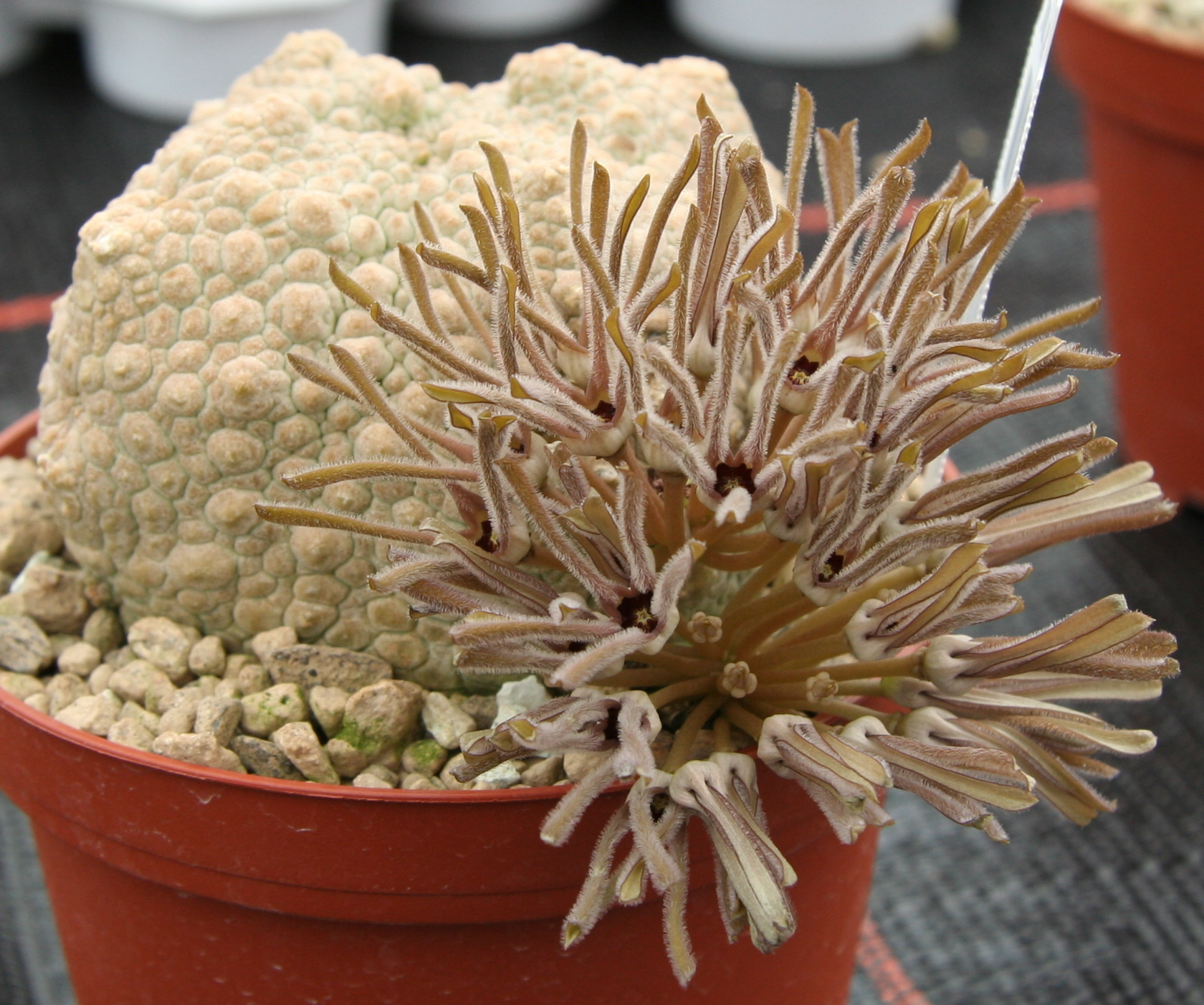
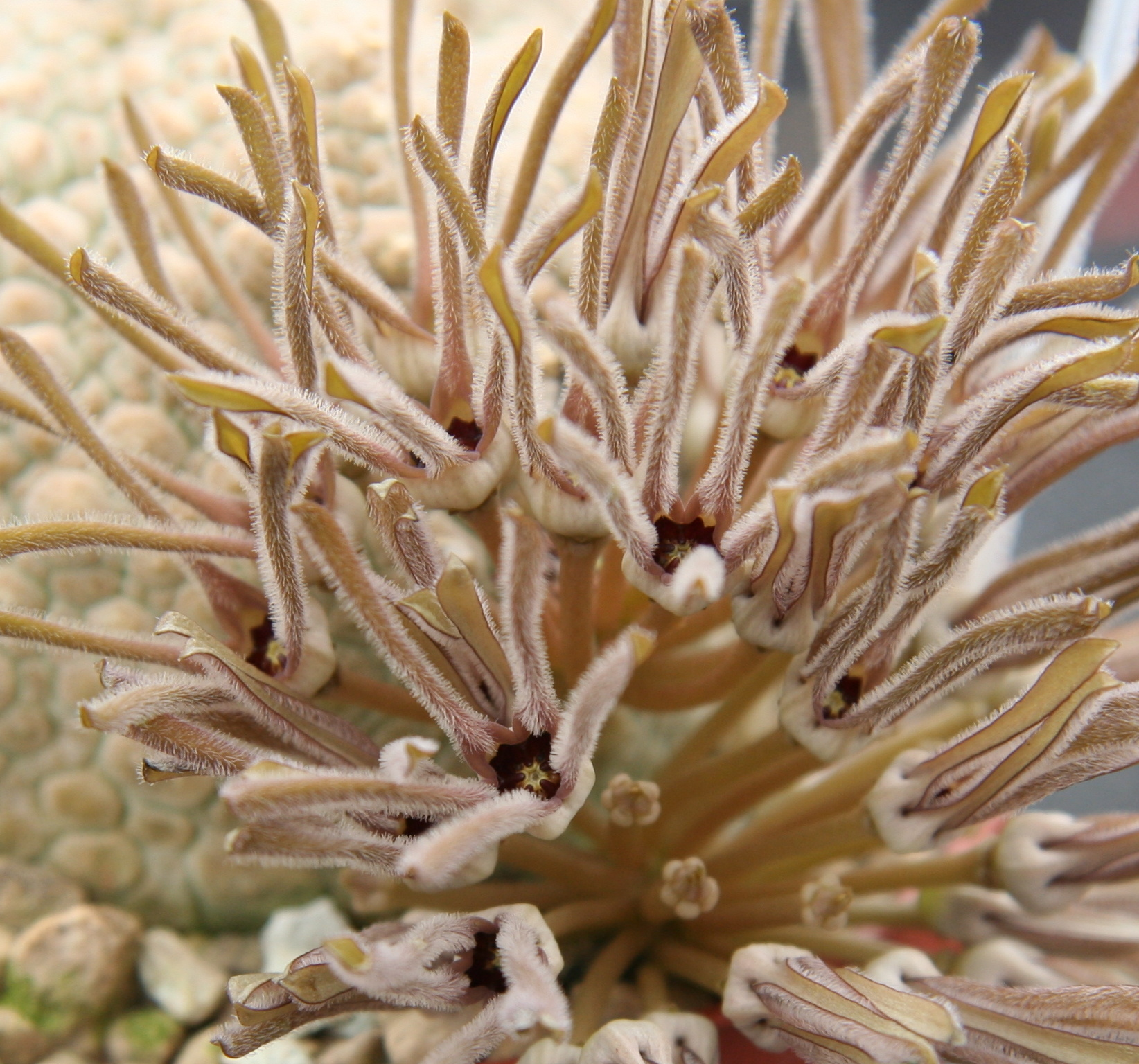

## Примечание
1. 1 2  Pseudolithos cubiformis (P.R.O.Bally) P.R.O.Bally | Plants of the World Online | Kew Science (англ.). Plants of the World Online. Дата обращения: 2 ноября 2022. Архивировано 30 сентября 2022 года.
2. ↑  P. R. O. Bally, F. K. Horwood, J. J. Lavranos. A Monograph of the Genera Pseudolithos and Whitesloanea // The National Cactus and Succulent Journal. — 1975. — Т. 30, вып. 2. — С. 31–36. — ISSN 0027-8858. — JSTOR 42791977. Архивировано 20 сентября 2022 года.